# 宇宙浪子
《宇宙浪子》是2014年1月於TOKYO MX、大阪電視台、愛知電視台、BS富士、AT-X播放的電視動畫。

## 概要
集結曾創作出人氣動畫的工作人員，是部以宇宙為舞台的科幻喜劇動作片。旁白由矢島正明負責。本作有大友克洋、湯淺政明等創作人員70人、岡村靖幸等音樂家20人的龐大的陣容參加本作的製作。
製作人為南雅彦、總導演為渡邊信一郎、編劇為佐藤大・信本敬子、音樂（参加）為菅野洋子等曾一起參與1998年播放的『星際牛仔』工作人員們。所以像是宇宙懸賞金、各集結尾、音樂及過場等都有共通點。
片尾名單上由角色設計的伊藤嘉之兼任作画監督、但實際上每集的畫風都有所不同、而是與上面的創作人員一同依照不同的作風所推出的內容。另外也有集數中的登場角色會因為旁白的話而產生反應、而擁有像是後設小說般的要素。
多位的音樂家提供他們創作的曲子並統一在本作使用「宇宙浪子樂團」的名字。片頭中、會將該回採用曲子的音樂家名字放在樂團下方的名單上。
2014年3月、在AnimeJapan2014脫口秀中、公佈第2季將在2014年7月開始播放。另外第1季結束時未出現在片尾名單的工作人員、也都會參加第2季的製作。

## 故事大綱
宇宙浪子是宇宙中一位叫作丹迪的人。身為宇宙獵人的他積極尋找未知的外星物種、因此與搭檔舊型清掃機器人QT以及長得像貓的外星人阿喵一起在宇宙中到處冒險，並又為此捲入一場即將發生的陰謀之中。

## 登場角色
丹迪（ダンディ）
声 - 諏訪部順一
年近30歲並以專門捕抓未知外星物種為生的外星物種獵人。個性放浪不羈，不太在意生活上的大小事。在別人眼中就是個痞子，是個以「比起逆流而上不如順流而下」為信念的男人。
作為宇宙獵人的成績不太理想，格鬥實力普通，尤其槍法奇差無比，不過運動神經、衝浪及駕駛技術卻相當優異。對女孩子的身材相當講究，愛看胸部但更重視女人臀部的曲線，最大的夢想是走遍全宇宙的「大奶寶貝」連鎖餐廳。
雖然有著大難臨頭自己跑的冷酷個性，但也會有為了旅途上遇到的外星人盡心盡力的溫柔個性。
外型與《魯邦三世》的主角相似。
實際上體內潛藏巨大的鈚元素力量，因此能夠穿梭在每集不同的平行世界當中，也因為這股力量而被谷戈帝國盯上。
QT
声 - 佐武宇綺（9nine）
丹迪的拍檔，是一台具有吸塵器功能的機器人。如同他的功能一樣，他最喜歡做的就是清潔工作。自稱高效能，卻是連上網更新數據都做不到的老舊款式。
個性認真，是船上唯一的正常人，經常勸阻與吐槽丹迪異想天開的舉動，有時受不了了也會進入省電模式逃避現實。
因為某次契機而愛上釣魚，後來也對此培養出獨到的見解。
阿喵（ミャウ）
声 - 吉野裕行
參宿四星人，該族類的特徵是有著貓科動物的外型。個性傻頭傻腦，總是一副無憂無慮的樣子一直撥弄著他的手機。另外，雖然有自己的名字，但因為参宿四的語言太難唸而被丹迪以長著像貓為由命名為阿喵。
老家經營車床工廠，為家族中的長男。由於自己的故鄉荒蕪到甚麼都沒有，同時不想繼承家業而決定出走至宇宙見識一切。
喜歡偷拍美女，偶然被丹迪發現並因此加入他們，經常以提供丹迪新品種外星人情報的方式來轉移話題。
隨身攜帶智慧手機並且擁有SNS的帳號，不論到了甚麼地方總是第一時間拍照打卡，成為谷戈帝國能持續掌握丹迪行蹤的元兇。
葛魯博士(台譯字幕)/格魯博士（ゲル博士）
声 - 石塚運昇
戴著『G』字眼罩、長得像猩猩的神秘科學家，隸屬谷戈帝國。有個敬愛的母親，身上經常帶著小時候的照片。
似乎相當痛恨丹迪而持續追捕他，卻也總是失敗，丹迪也從來沒有注意到自己正被人追捕。
身為科學家，有時會因為埋首研究而將艦隊指揮權交給阿畢。
阿畢(台譯字幕)/嗶（ビー）
声 - 畠山航輔
擔任葛魯博士助手的男性ピロリ星人，頭部外型酷似小黃瓜。葛魯博士研究遇上瓶頸時會代替他指揮艦隊。
實際上是迦庫洛帝國的間諜，槍殺葛魯博士以奪取丹迪的力量稱霸宇宙，最後遭葛魯博士所殺。
佩里提督（ペリー提督）
声 - 銀河萬丈
指示葛魯博士捕捉丹迪的谷戈帝国將領，總是嚴厲斥責葛魯博士的失敗。私底下被葛魯博士稱為「嚴苛的渾球」。
總是以投影機投射的模樣出現，實際外表是人型。
海妮(台譯字幕)/甜心/哈妮（ハニー）
声 - 內藤千晶
個性輕快活潑的「大奶寶貝」餐廳服務生。擁有看板娘等級的好身材，個性上卻有些腹黑毒舌。
本名名媛諾布拉，雲朵星人混血兒，有位同父異母的純種雲朵星人哥哥名叫仕紳諾布拉。喜歡看摔角，也有一定程度的摔角實力。此外，她擁有資料量大到足以摧毀記憶複製機的記憶力，這遺傳自雲朵星人利用雲層水氣蒐集儲存情報的種族能力。
史嘉蕾特(台譯字幕)/史嘉麗（スカーレット）
声 - 桑島法子
外星人登記中心的美女檢查員，個性嚴格難以交涉。雖然是行政人員，卻能以華麗的格鬥術擊退襲來的谷戈帝國兵。有一副相當銳利的鑑定眼光。
由於其嚴厲的性情，即便是好色的丹迪也似乎對她看不上眼，本人也因為一直找不到中意的男人而苦惱著。但在某個契機之下與丹迪開始互有好感。
丹迪表示：「放下頭髮來比較好看。」

### 客串角色
第2話「找尋夢幻的宇宙拉麵」
夢幻拉麵店店長
声 - 永井一郎
在拉麵店太空三郎作出拉麵的外星人。但因為住在蟲洞裡，客人基本不會上門，因此藉由蟲洞把菜送到店中維持生計，但因為時空扭曲的關係，麵的味道也跟著改變了。年輕時是不良少年並因為自己的錯誤造成愛人去世而自暴自棄，逃離故鄉後在流浪中偶然來到地球，巧遇到一位拉麵店店長而受到他的感召，至今仍傳承著那家店的味道。
第3話「騙人與被騙都有可能」
瑪米妲絲（マミタス）
声 - 竹達彩奈
在神秘星球被拉奇星人襲擊的美少女。平時是人類少女的模樣，一旦肚子餓了就會變成巨大的異型生物，是連星球都能吞食殆盡、谷戈帝國出版品上「絕對不想被他吃掉排行榜」第一名的迪斯基力亞星人。由於沒有吃過名為貓的生物，看見阿喵顯露貓科動物本性而引發食慾，現出原形意圖吃掉他。最後被丹迪以逃生艇「小阿羅哈號」變型而成的機器人「痞子阿羅哈」強迫灌食過期一萬年的網購宇宙食品，鬧肚子昏厥後被丹迪打包帶往外星人檢察站，成功賺取賞金六萬六千烏隆。全故事丹迪唯一通過認證換到賞金的外星人。
拉奇星人（ラーギ星人）
有著恐怖模樣的紫色外星生物，成群襲擊瑪米妲絲而被丹迪發現。雖然一度被丹迪誤會而遭到擊退，但最後靠著翻譯機成功告知丹迪有關迪斯基力亞星人的事情，其實是個相當溫和的種族。
第5話「出外靠朋友，宇宙皆有情」
雅德莉（アデリー）
声 - 花澤香菜
是未登錄外星人・尖刺星人的少女。以「帶她去找爺爺」為條件答應跟丹迪一同前往外星人登錄中心。雖然討厭大人，卻在一同旅行的過程中逐漸對照顧她的丹迪產生好感。與爺爺重逢後希望丹迪帶她一起走，但被以「只有前凸後翹的成熟美女才能上我的船」為理由婉拒了，因此心中暗暗許下要趕快長大的願望。
雅德莉的爺爺（アデリーの祖父）
声 - 大木民夫
雅德莉唯一在世的親人，長年行蹤不明，不過在丹迪努力下終於取得連繫，在洪堡星的火車站與雅德莉相聚。
　第6話「內褲與背心的戰爭」
內褲星人（パンツ星人）
声 - 寶龜克壽
居住在伊甸星球的衛星上，歷經一萬年戰爭而存活下來的最後一位內褲星人。看到正在探索星球的丹迪就強拉過來當打手，在兩人的規勸下進行和解，卻因為無法接受銀河律法規定的最後一項和解條約而失敗。最後與背心星人同歸於盡，臨死前按下內褲星人的惑星導彈發射器。
背心星人（チョッキ星人）
声 - 大川透
居住在伊甸星球的衛星上，歷經一萬年戰爭而存活下來的最後一位背心星人。看到正在探索星球的阿喵就強拉過來當打手，在兩人的規勸下進行和解，卻因為無法接受銀河律法規定的最後一項和解條約而失敗。最後與內褲星人同歸於盡，臨死前按下背心星人的惑星導彈發射器。
第7話「宇宙賽船危險至極」
普林斯（プリンス）
声 - 梶裕貴
連戰連勝的宇宙賽車手，人見人愛的美男子。由於他一登場就吸引住大奶寶貝全體服務生的注意，導致丹迪為此忌恨他而決定參賽。最後在與丹迪激烈競爭時感受到從未有過的心情，並因此愛上丹迪。
Z
声 - 能登麻美子
普林斯的搭檔，最新型的機器人。嘲笑QT是舊式機器人而被它懷恨在心。
阿啾（チュウ）
声 - 龍田直樹
普林斯的搭檔，也是一名律師。因為老鼠的外型而被阿喵看不起，兩方便以充滿物種歧視意味的詞彙大吵了一架。
フラワーロック星人
声 - Christopher Daniel Peppler
麥哲倫星雲大獎賽的司儀。
粉碎者辣妹（クラッシャーガール）
声 - 渡邊明乃
麥哲倫星雲大獎賽的參賽者。知名的美女車手，駕駛紫色高跟鞋造型的競速太空船出賽，開賽後被丹迪纏上時不只馬上甩開，還操縱飛船做出鞋跟踹一般的動作把丹迪一腳踩飛。
第8話「孤苦伶仃的小狗星球？」
小狗（ワンコ）
声 - 潘惠子
住在機械行星的母萊卡犬。本名已經忘了，被丹迪以大奶寶貝餐廳名菜「美妙椰子派（ワンダフル・ココナッツパイ）」為理由命名。認為自己是被全世界討厭了，才會被扔到宇宙中過著孤獨的生活，但在丹迪的照顧下釋懷，並被他邀請一同旅行，卻在跟丹迪玩了一天之後因身體衰弱而倒下，向丹迪道謝後就此辭世。之後丹迪駕駛「痞子阿囉哈」打造了一具棺木火箭將牠送上宇宙。
跳蚤人兄弟（ノ・ミラー兄弟）
声 - 小山力也
有著人類的長相及綠色身體，體型卻如跳蚤一般微小的未登錄外星人，種族能力是操控機械。為了防止機械行星崩毀而一直住在小狗身上，但也已經發現牠來日無多，並在牠過世後改住到阿喵身上。他們的存在使阿喵突然感到奇癢無比，為了躲避阿喵猛力抓癢對他們造成的生命危險而跳走，卻被QT發現並聯合阿喵追捕。逃進浴室後哥哥率先跳進丹迪的頭髮裡，未料丹迪剛好在梳頭而被梳子碾死。氣憤的弟弟以種族能力強行控制QT大肆破壞，卻被丹迪以半滿的酒瓶砸中造成QT短路，脫身後意圖轉而直接控制阿囉哈號，卻在途中被丹迪踩死。
第9話「植物也一樣生存著」
Dr. H
声 - 麥人
植被行星北半球「植物共和國」的科学家，誤以為被微生物捕獲的丹迪是某種稀有植物，誤會解開後將其安置。原本是負責研究落在北極造成行星植物大進化的神祕物體「Code D」的團隊成員，發現該物極度危險後打算公開此事，卻因此被逐出團隊。委託不受「Code D」影響的丹迪代他前往研究並告訴他捕獲的方法，但是丹迪最終失敗了。原來「Code D」是一種放射性隕石，其成分不明的放射物質使行星植物進化出智能，並持續維持植物們的智能生命型態。丹迪失手後，「Code D」被埋入星球深處，失去生命來源的Dr. H最終與女兒一起變回原本的植物形態。
033H
声 - 金田朋子
Dr. H年幼的女兒。很喜歡丹迪，一直黏在他身旁，甚至不顧危險跟著他一起前往捕獲「Code D」。最後與父親一起變回原本的植物形態。
第10話「明天一定就在明天」
阿喵之父（ミャウの父）
声 - 山路和弘
阿喵之父，經營車床工場，個性沉穩又和善，雖然與阿喵互動不多，但其實相當重視牠。聽聞家中的月曆無法翻開至下一頁以至於新的明天來不了的情形下接受QT委託，用車床來翻開月曆使眾人迎接新的明天。
阿喵之母（ミャウの母）
声 - 一城美由希
阿喵之母，個性親切溫柔並且很會照顧人。
凱蒂（ケイティ）
声 - 松來未祐
阿喵的國中女同學、可說是學校校花。但附近的小酒館工作，雖然阿喵暗中愛慕著牠，但在知道牠是同性戀後而大受打擊。
第11話「絕不會永遠想不起你」
艾麗提亞（アレテイア）
声 - 島本須美
拉格德星的圖書館館長。為文字型外星人、並且化身成『猴子也能懂的宇宙真理』的書。
擁有把問題丟給持有者思考，然後在持有者想出問題的答案時使其收回，並且記錄在體內的能力。事後為避免真實身分外洩，通常會消除該持有者與他相關的記憶。原本被培里提督借走，在經由記憶操作下讓丹迪三人救他出來藉此回到拉格德星，跟三人道別之際贈送一個裡面裝了錄影帶的盒子，而那錄影帶中的內容後來使全宇宙引起一場大型戰爭。
伊戴亞（イデア）
声 - 小川真司
拉格德星的副圖書館館長。與艾麗提亞同為文字型外星人、並且化身成拉格德星的觀光護照，但自己本身差一點被丹迪給撕碎。
拉格德星人(ラガード星人)
声 - 山口勝平
拉格德星的圖書館館員。外型是單眼外星人。
第12話「誰都不知道的蝘蜓座星人」
蝘蜓座星人(カメレオン星人)
声 - 矢島正明
懸賞1億烏隆的外星人。因為能像蝘蜓隨意變身、所以沒人知道他原本的真面目。初期為黑色的槌之子，但到最後在變身成丹迪時因本尊一直逼問的「你是誰？」這句話，忽然想起自己早就忘了原本的真面目的事實。後來被蓋魯博士開發的新武器抓走，一度讓蓋魯博士本尊陷入腦袋混亂的狀態。
第13話「吸塵器也會談戀愛」
咖啡機（メーカー）
声 - 平野綾
在底特律城的咖啡廳中的咖啡機。是QT單戀的人。
因為自己不小心流露了感情與對收銀機的愛慕，就被當成失去作用、而且會影響原本工作的垃圾流放至垃圾處理場·夢幻島去。
磨豆機（ミル）
声 - 根谷美智子
在底特律城的咖啡廳中的磨豆機、充當為咖啡機的姊姊。
收銀機（レジスター）
声 - 後藤弘樹
在底特律城的咖啡廳中的收銀機，為咖啡機所愛慕的對象。
被送到夢幻島之後，變身成非常有名的DJ。但在土司機發動革命時被當場抓去吞噬，成為該機器人的一部份。
土司機（トースター）
声 - 大塚明夫
住在垃圾處理場・夢幻島的老機器。為了要向捨棄他們的人類報仇而要發動革命。
第14話「無法獨一無二的存在」
丹迪們、阿喵們、QT們、海妮們(ダンディたち、ミャウたち、QTたち、ハニーたち)
声 - 諏訪部順一（丹迪）、吉野裕行（阿喵）、佐武宇綺（QT）、ゆりん（海妮）
突如出現像是裂開般發生「次元分裂」的情形，並有個像是帶子的東西將丹迪一行人拉了進去、讓他們因此遇到不同平行世界的自己。在天才少年丹迪襲擊他們時，又有一道像帶子的東西將真正的丹迪一行人帶離平行世界、並造成真正丹迪的世界出現了眾多不同時空的丹迪、因此變成了充滿矛盾的世界。
最後在丹迪們有志一同的共識下把帶子用火點燃，雖然有解決一切的矛盾，但卻變成只剩下悲觀的丹迪一行人存活在真正的世界的情況。
第15話「漆黑就有著漆黑的音色」
烏克麗麗男
声 - 古川登志夫
住在滿是森林的星球並戴著假面像是人偶的男人。一生盡力在蒐集笑容。會用自己自創的特殊曲子及舞蹈強制他人進入歡笑狀態讓他們無法動彈、也有能深入該狀態的人的能力。
由於認為在大胸部寶貝中大笑的丹迪笑容是最棒的笑容、因此向他送了一封邀請函。
水豚獸人
声 - 久川綾
與ウクレレ男同住一個星球，像是水豚的外星人。告訴丹迪他們能夠將時間的流動具體化的「時之川」會引起河口涌潮現象而可回溯時光。
第16話「我欲速則不達」
貝庫多歐阿‧波伊魯多歐阿卡爾帕裘（ベイクドオアボイルドオアカルパッチョ）
声 - 浪川大輔
住在野蠻男友星球的魚型宇宙人。原來住在女友星球，但因為野蠻男友星球的關係讓家鄉成為衛星、為了調查原因而被派遣到這的太空人、由於太空船故障無法回家、因此在丹迪來到前，一個人在這生活了十年。在調查野蠻男友星球的地層後，發現家鄉可能因此滅亡並經過一番曲折後回家，卻因為被認為所說是只是狂言而因此自暴自棄，然後於太陽接近該星球使其滅亡時企圖自殺，其屍體最後成為阿喵的食物。
陽子(ヨーコ)
声 - 白石冬美
卡爾帕裘的未婚妻。在卡爾帕裘前往太空執行任務後，與阿湊結婚。
阿湊（ミナト）
声 - 中尾隆聖
卡爾帕裘的朋友，並因此與陽子相識後，認為卡爾帕裘是他們之間的拌腳石而派他到野蠻男友星球進行調查。
第17話「轉校生是丹迪」
ソバカス
声 - 牧野由依
仙女座学園比佛利山莊分校學生、因自己在宇宙推特上留下的推文意外被阿喵注意到，就讓丹迪感到興趣，真面目是未登錄的外星人領結芽星人。
根據QT所說，這種外星人是只要有人跟該種族的女性交往到一定程度，頭上的領結芽就會成長，並且開出一朵花。
蘇菲亞（ソフィア）
声 - 南里侑香
仙女座学園比佛利山莊分校學生。擁有學校第一的歌唱力、君臨學校種姓制度最頂層（女王蜂）。
艾薩克（アイザック）
声 - KENN
仙女座学園比佛利山莊分校學生、蘇菲亞的舞伴（運動型男）。
安娜‧艾蜜莉(アンナ、エミリー)
声 - ゆりん（安娜）、北原沙彌香（艾蜜莉）
仙女座学園比佛利山莊分校學生、蘇菲亞的跟隨者（サイドキックス）。
ネイサン、ホレイショウ
声 - 菅沼久義（ネイサン）、宮崎寛務（ホレイショウ）
仙女座学園比佛利山莊分校學生。通常為兩人搭檔出現，因為又宅又不會唱歌、因此處在學校種姓制度最下層。
第18話「龐然大魚很巨大」
魯德里（ルドリ）
声 - 菅生隆之
在卡由星中一直追捕傳説怪魚‧無鰻魚的漁夫。
艾思美（エシメ）
声 - 小林星蘭
魯德里的女兒。個性天真無邪又活潑。
第19話「宇宙紳士是仕紳」
仕紳諾布拉爵士(サー・ジェントル・ノーブラ)
声 - 木村良平
是尚未登錄的雲朵星人、海妮的同父異母哥哥。會透過雲朵收集許多的情報並記起來。是個無論男女都能親切接待的紳士、特別是看到失意的女性會有想要為她鼓起精神的衝動。
波波(パインパイン)
声 - 林原惠
史嘉蕾特的同事，體型巨大。
第20話「搖滾丹迪」
強尼(ジョニー)
声 - 神谷浩史
與谷戈帝国敵對的迦庫洛帝国的年輕總帥。夢想成為搖滾歌手而離開帝国、並與丹迪組成飛天踢樂團，並由他創作樂團的主題曲。
由於經常吃奢華的食物、因此對於在帝国外面，第一次吃到的薯條感到感動不已。
第26話也有登場。從部下口中得知丹迪的秘密後揮軍進攻谷戈帝国，然後向佩里提督進行決鬥。
社長
声 - 三矢雄二
唱片公司的老闆。擔任丹迪與強尼在武道館演唱會的製作人。
第21話「沒有悲傷的世界」
薄(ポー)
声 - 名塚佳織
出現在死者之星靈薄獄星的少女。真面目則是該星球的好奇心（同時也是該星球最後一位「真正」活著的人，而攻擊丹迪的夜巡官則是該星球/她的理性），並幫助丹迪順利離開該星球。
於丹迪初次來到該星球時以類似幻影的方式多次出現在丹迪的附近，最後在纜車裡面直接出現於面前，並在纜車停在最頂端時向丹迪表達了自己的來意和一切（同時說出了自己已經喜歡上丹迪的事實）。
斐迪南（フェルディナン）
声 - 津田健次郎
靈薄獄星的居民。帶丹迪介紹該星球的情況與向丹迪解釋他本身發生的一切始末。
第22話「笨蛋共舞，不跳就虧大了」
屈翰約伏塔（トン・ジョラボルタ）
声 - 山寺宏一
於火爆浪子星球的跳舞星人祭中突然出現的外星人、由於喜歡跳舞而經常出現在宇宙各地的跳舞大賽。
其黑人頭、以一道光環在眾人面前登場的形像一度被誤認為正牌的跳舞星人，但配備高品質聲光設備的光環只不過是交通工具而已。
星長
声 - 辻親八
火爆浪子星球（惑星グリース）的星長。為了復興星球，因此企圖利用丹迪讓500年前就被廢棄的跳舞星人祭復活，同時開出7億烏倫獎金和特別贈送傳家之寶寫真集的噱頭。
星長之妻
声 - 津田匠子
希望能搬離人口漸漸稀少的グリース星球。
星長之母
声 - 真山亞子
從300年前就一直沉眠著。是唯一見過跳舞星人真正模樣的人。
第23話「戀愛是潮流」
道夫（ドルフ）
声 - 中井和哉
機動戰士的駕駛、是史嘉蕾特的前男友，是個與史嘉蕾特分手依然緊跟她不放的跟蹤狂。
最後在看到丹迪與史嘉蕾特兩人的親吻下精神崩潰，四處破壞物品和建築物。然後被約會星球警察逮捕，並不得接近史嘉蕾特於10000秒差距內。
第24話「不同次元的故事」
凱薩琳（カトリーヌ）
声 - 澤城美雪
丹迪的情人，但是名四次元人。QT及阿喵看她像是多胞体。知道三次元的人們無法感覺到的瞬間移動的秘密。與為了奪得王位而改變的保羅分手10年、在保羅利用瞬間移動來到時，拜託丹迪讓他回到原來的空間。
保羅(ポール)
声 - 井上和彦
二次元人的王子。是丹迪的朋友，也是凱薩琳的前男友。與凱薩琳分手的十年間、創造出能與她見面而能夠從二次元宇宙移動到其他空間的方法、並藉此前去找尋在三次元的她。
第25話「丹迪受審」
法官(裁判官)
声 - 柴田秀勝
大宇宙法院的法官。負責審判疑似殺害未登錄外星盧梅星人基雷吉納爾德而被起訴的丹迪。最後因為基雷吉納爾德未死而判決丹迪無罪。
ダ・フォン
声 - 關俊彥
起訴丹迪的檢察官。表現相當咄咄逼人。
ヘン・リー
声 - 楠大典
幫丹迪辯護的律師。
蘿絲(ローズ)
声 - 大原沙耶香
基雷吉納爾德之妻。在大胸部寶貝餐廳中兼差，並因此碰上丹迪、所以被懷疑是殺害基雷吉納爾德的共犯。
廣史(ヒロシ)
声 - 白川澄子
持有被認為是殺害基雷吉納爾德的兇器的棒球的少年，後來被某位眼尖的陪審團團員發現到它在宇宙推特上留下的帶有強烈殺氣的推文，意外扭轉了該案子。
傑克(スキップジャック)
声 - 富永美衣奈
廣史的朋友。
杜蘭博士(デュラン博士)
声 - 家弓家正
鈚元素的研究者。以證人身分出庭，解釋了為何球會突然瞬間移動的原因和鈚元素會受到意念影響的關聯。
第26話也有登場。為了救出丹迪而向強尼求救。
第26話「永不休止的丹迪」
神
声 - 矢島正明
為包括平行宇宙在內，統治全宇宙整整148億年間的神明。之前曾以旁白或蝘蜓座星人的身分出現在丹迪面前。
最後出現在丹迪面前並希望他成為自己的繼承人以維持宇宙的平衡，但由於代價是無法回到現世，被丹迪以無法去大胸部寶貝餐廳為由而一口回絕，因此造成整個宇宙的重整。

## 用語
外星人
在宇宙中的各種生物，從類似地球人的模樣到巨大異型生物或像跳蝨的都有。
外星獵人（宇宙人ハンター）
專門補抓未知的外星人並且進行登錄以換取賞金為生的獵人。
外星人登錄中心（宇宙人登録センター）
史嘉蕾特所屬專門負責登錄未知外星人的機關。會用機器掃描被捕抓的外星人，發現已被登錄之後就會拋棄到宇宙去。
大奶寶貝（ブービーズ）
遍及宇宙各地的連鎖餐廳，以穿著暴露身材姣好的波霸美女侍者為招牌而大受歡迎，還會因為區域的關係而有當地特色的服務生出現。
谷戈帝國（ゴーゴル帝国）
與迦庫洛帝国並駕齊驅的超級大國。看上丹迪體內的鈚元素而要捕捉他。
擁有秘密兵器「這個」，但在某次戰爭中因迦庫洛帝国成功驅動秘密兵器「那個」並礙於面子下拿出來啟動之際發生爆炸，其洩露的能量傳送到阿喵的故鄉去，附身在家中月曆上使丹迪三人重複度過110次無窮輪迴的7月8日。
阿囉哈號（アロハオエ号）
丹迪的太空船，側面有草裙舞女孩的插畫。由於丹迪經常沒錢，因此連曲速裝置都是運轉不穩的老舊裝備。緊急時可從指揮艇周圍能分離出小型艇「小阿囉哈」號，該小型艇還有能變身成戰鬥機器人「痞子阿囉哈」號的能力。

## 工作人員
- 總導演 - 渡邊信一郎
- 導演 - 夏目真悟
- 劇本 - 上野貴美子、佐藤大、信本敬子、圓城塔、大河内一楼、森迅史
- 角色設計 - 伊藤嘉之
- 太空船設計 - Thomas Romain（SATELIGHT）
- 美術監督 - 河野羚
- 色彩設計 - 小針裕子
- 攝影監督 - 武井良幸
- CGI監督 - 太田光希
- 編輯 - 廣瀨清志
- 錄音監督 - 秦昌二
- 動畫製作 - BONES
- 製作 - Project SPACE DANDY

## 主題曲
主題曲

作詞 - 岡村靖幸、西寺鄉太 / 作曲・歌 - 岡村靖幸
片尾曲
（第1話 - 第19話、第24話）
作詞・作曲 -  / 編曲 - 菅野洋子 / 歌 - 藥師丸悅子
「かんちがいロンリーナイト」（第20話）
作詞・作曲・編曲 - 向井秀徳 / 歌 - DROPKIX（諏訪部順一）
「WHITE HOUSE」（第21話）
作曲・編曲 - OGRE YOU ASSHOLE
「スペース☆ダンディ」（第22話）
作詞・編曲 - ZEN-LA-ROCK / 作曲 - DORIAN / 歌 - ZEN-LA-ROCK feat. 嫁入りランド
「Seaside Driving」（第23話）
作曲・編曲 - 永井聖一
「All "the thing"s i am... worried」（第25話）
作曲・編曲 - ミト
「SPACE FUN CLUB」（第26話）
作詞 - ZEN-LA-ROCK feat. ロボ宙 / 作曲 - grooveman Spot / 編曲 - ZEN-LA-ROCK / 歌 - ZEN-LA-ROCK feat. ロボ宙
插入曲
「知りたい」（第5話）
作詞 - 泉まくら/ 作曲 - 菅野よう子、泉まくら / 編曲 - mabanua / 歌 - 泉まくら×mabanua
「星屑のパイプライン」（第6話）
作詞 - 藤木直史 / 作曲 - 藤木直史、神谷洵平、東川亜季子 / 編曲 - 坂本竜太、宮崎裕介 / 歌 - ジャンク フジヤマ
「ANATATO」（第13話）
作詞・編曲 - LUVRAW / 作曲 - LUVRAW, Pelly Colo / 歌 - LUVRAW
「lick tonight」（第13話）
作詞・作曲 - LUVRAW & BTB / 編曲 - BTB / 歌 - LUVRAW & BTB
「Burning & Rising」（第17話）
作詞 - Shinichiro Watanabe / 作曲・編曲 - ☆Taku Takahashi / 歌 - 葛城ユキ
「I'm Losing You」（第23話）
作詞・作曲・編曲 - 杉江晃 / 歌 - BTB (Pan Pacific Playa)

## 各話列表
| 話數   | 日文標題 | 中文標題               | 劇本                      | 分鏡       | 演出       | 作畫監督                    |
| 第1季  | 第1季    | 第1季                  | 第1季                     | 第1季      | 第1季      | 第1季                       |
| ------ | -------- | ---------------------- | ------------------------- | ---------- | ---------- | --------------------------- |
| 第1話  |          | 隨波逐流地活下去       | 渡邊信一郎                | 夏目真悟   | 夏目真悟   | 伊藤嘉之                    |
| 第2話  |          | 找尋夢幻的宇宙拉麵     | 佐藤大                    | 山本沙代   | 山本沙代   | 青山浩行                    |
| 第3話  |          | 騙人與被騙都有可能     | 上野貴美子                | 濱崎博嗣   | 濱崎博嗣   | 秋田學                      |
| 第4話  |          | 死也有死不了的時候     | 上野貴美子                |            | 佐藤育郎   | 霜山朋久                    |
| 第5話  |          | 出外靠朋友，宇宙皆有情 | 大河內一樓                | 林明美     | 林明美     | 岸友洋                      |
| 第6話  |          | 內褲與背心的戰爭       | 佐藤大 三原三千夫（原案） | 三原三千夫 | 三原三千夫 | 三原三千夫                  |
| 第7話  |          | 宇宙賽船危險至極       | 上野貴美子                | 谷口悟朗   | 外山草     | 千羽由利子 中田榮治         |
| 第8話  |          | 孤苦伶仃的小狗星球？   | 信本敬子                  | 清水洋     | 清水洋     | 清水洋                      |
| 第9話  |          | 植物也一樣生存著       | 渡邊信一郎 崔恩映（原案） | 崔恩映     | 崔恩映     | 押山清高                    |
| 第10話 |          | 明天一定就在明天       | 上野貴美子                | 宮地昌幸   | 宮地昌幸   | 橋本誠一 青山浩行           |
| 第11話 |          | 絕不會永遠想不起你     | 圓城塔                    | 高橋敦史   | 奧野浩行   | 奧野浩行 森久司（機械作監） |
| 第12話 |          | 誰都不知道的蝘蜓座星人 | 上野貴美子                | 平田敏夫   | 嵯峨敏     | 久保田誓                    |
| 第13話 |          | 吸塵器也會談戀愛       | 佐藤大                    | 夏目真悟   | 夏目真悟   | 小山剛生 霜山朋久           |
| 第2季  |          |                        |                           |            |            |                             |
| 第14話 |          | 無法獨一無二的存在     | 上野貴美子                | 谷口悟朗   | 向井雅浩   | 伊藤嘉之 稻留和美           |
| 第15話 |          | 漆黑就有著漆黑的音色   | 信本敬子                  | 池田成     | 城所聖明   | 千羽由利子 中田榮治         |
| 第16話 |          | 我欲速則不達           | 湯淺政明                  | 湯淺政明   | 湯淺政明   | 湯淺政明                    |
| 第17話 |          | 轉校生是丹迪           | 森迅史                    | 和田高明   | 和田高明   | 青山浩行                    |
| 第18話 |          | 龐然大魚很巨大         | 押山清高                  | 押山清高   | 押山清高   | 押山清高                    |
| 第19話 |          | 宇宙紳士是仕紳         | 信本敬子                  | 清水洋     | 清水洋     | 清水洋                      |
| 第20話 |          | 搖滾丹迪               | 上野貴美子                | 山本沙代   | 山本沙代   | 伊藤嘉之 稻留和美           |
| 第21話 |          | 沒有悲傷的世界         | 渡邊信一郎                | 名倉靖博   | 名倉靖博   | 伊藤嘉之 稻留和美 久保田誓  |
| 第22話 |          | 笨蛋共舞，不跳就虧大了 | 信本敬子                  | 米良知     | 三好正人   | 龜田祥倫                    |
| 第23話 |          | 戀愛是潮流             | 上野貴美子                | 田村耕太郎 | 向井雅浩   | 久保田誓                    |
| 第24話 |          | 不同次元的故事         | 圓城塔                    | 高山文彥   | 嵯峨敏     | 川元利浩 齋藤恒德           |
| 第25話 |          | 丹迪受審               | 佐藤大                    | 高橋敦史   | 高橋敦史   | 三原三千夫                  |
| 第26話 |          | 永不休止的丹迪         | 渡邊信一郎                | 夏目真悟   | 夏目真悟   | 伊藤嘉之                    |

## 播放電視台
日本深夜動畫：下文記載的日本国内播放時間使用日本標準時間（UTC+9）表示。因為部分時間标识會採用30小时制，因此請留意这类超过24:00的时间，其實際播放時間為翌日清晨。
| 播放地區 | 播放電視台 | 播放日期               | 播放時間（UTC+9）         | 所屬聯播網          | 備註            |
| 第1季    | 第1季      | 第1季                  | 第1季                     | 第1季               | 第1季           |
| -------- | ---------- | ---------------------- | ------------------------- | ------------------- | --------------- |
| 東京都   | TOKYO MX   | 2014年1月5日－3月30日  | 星期日 23時00分－23時30分 | 獨立UHF局           |                 |
| 日本全國 | 萬代頻道   | 2014年1月5日－3月30日  | 星期日 23時00分 更新      | 網路電視            |                 |
| 台灣     | Animax     | 2014年1月5日－3月30日  | 星期日 22時00分－22時30分 | 有線電視            | 有重播、UTC+8   |
| 香港     | Animax     | 2014年1月5日－3月30日  | 星期日 22時00分－22時30分 | 有線電視            | 有重播、UTC+8   |
| 印度     | Animax     | 2014年1月5日－3月30日  | 星期日 22時00分－22時30分 | 有線電視            | 有重播、UTC+8   |
| 菲律賓   | Animax     | 2014年1月5日－3月30日  | 星期日 22時00分－22時30分 | 有線電視            | 有重播、UTC+8   |
| 大阪府   | 大阪電視台 | 2014年1月8日－4月2日   | 星期三 26時35分－27時05分 | 東京電視網          |                 |
| 愛知縣   | 愛知電視台 | 2014年1月9日－4月3日   | 星期四 26時35分－27時05分 | 東京電視網          |                 |
| 日本全國 | BS富士     | 2014年1月12日－4月6日  | 星期日 24時30分－25時00分 | 富士電視網 衛星電視 |                 |
| 日本全國 | AT-X       | 2014年1月16日－4月10日 | 星期四 22時30分－23時00分 | 衛星電視            | 有重播          |
| 台灣     | Animax HD  | 2015年2月25日－3月9日  | 星期一至日 21:00－21:30   | 中華電信MOD         | UTC+8           |
| 第2季    |            |                        |                           |                     |                 |
| 東京都   | TOKYO MX   | 2014年7月6日－9月28日  | 星期日 23時00分－23時30分 | 獨立UHF局           |                 |
| 台灣     | Animax     | 2014年7月6日－9月28日  | 星期日 22時00分－22時30分 | 有線電視            | 有重播、UTC+8   |
| 香港     | Animax     | 2014年7月6日－9月28日  | 星期日 22時00分－22時30分 | 有線電視            | 有重播、UTC+8   |
| 印度     | Animax     | 2014年7月6日－9月28日  | 星期日 22時00分－22時30分 | 有線電視            | 有重播、UTC+8   |
| 菲律賓   | Animax     | 2014年7月6日－9月28日  | 星期日 22時00分－22時30分 | 有線電視            | 有重播、UTC+8   |
| 大阪府   | 大阪電視台 | 2014年7月9日－9月24日  | 星期三 26時35分－27時05分 | 東京電視網          | 9月25日連播二集 |
| 愛知縣   | 愛知電視台 | 2014年7月10日－10月2日 | 星期四 26時35分－27時05分 | 東京電視網          |                 |
| 日本全國 | BS富士     | 2014年7月13日－10月5日 | 星期日 24時30分－25時00分 | 富士電視網 衛星電視 |                 |
| 台灣     | Animax HD  | 2015年3月10日－3月22日 | 星期一至日 21:00－21:30   | 中華電信MOD         | UTC+8           |

### 播放前特別節目
2013年12月27日 24:00 - 24:55在BS富士『ジャパコンTV』中播放『ジャパコンTV 宇宙浪子 播放前SP ちょっとだけ、みんなでみるじゃんよ!』。MC由鷲崎健負責。

## 漫画
漫畫在『YOUNG GANGAN』（SQUARE ENIX）2014年1号開始連載。構成為原田雅史、作畫為朴晟佑+REDICE。一本單行本於2014年3月25日發售。

## 外部連結
- 宇宙浪子 官網（页面存档备份，存于）（日語）
- 宇宙浪子的X（前Twitter）
- 宇宙浪子的Facebook專頁
- 宇宙浪子 | 作品紹介 | ヤングガンガン YOUNG GANGAN OFFICIALSITE（日語）
- 宇宙浪子在動畫新聞網百科全書中的資料（英文）（英文）

| BS富士 星期日 24時30分－25時00分 節目 | BS富士 星期日 24時30分－25時00分 節目       | BS富士 星期日 24時30分－25時00分 節目 |
| ------------------------------------- | ------------------------------------------- | ------------------------------------- |
|                                       | 宇宙浪子 第一季 （2014年1月12日－4月6日）   |                                       |
| （檔期設立前，無節目）                | 世界旅行完美地圖                            |                                       |
| 世界旅行完美地圖                      | 宇宙浪子 第二季 （2014年7月13日 - 10月5日） | SHIROBAKO                             |

| Animax 星期一至日 22:30－23:00 節目 星期四 22:00－22:30 與日本同日放送寄生獸 22:30－23:00 播放超次元戰記 戰機少女，重播 | Animax 星期一至日 22:30－23:00 節目 星期四 22:00－22:30 與日本同日放送寄生獸 22:30－23:00 播放超次元戰記 戰機少女，重播 | Animax 星期一至日 22:30－23:00 節目 星期四 22:00－22:30 與日本同日放送寄生獸 22:30－23:00 播放超次元戰記 戰機少女，重播 |
| --- | --- | --- |
| | 宇宙浪子 重播 （2014年10月29日－11月23日）                                                                              | |
| 蒼藍鋼鐵戰艦 | 蟲奉行 | |

| Animax HD 星期一至日 21:00－21:30 節目 | Animax HD 星期一至日 21:00－21:30 節目                                               | Animax HD 星期一至日 21:00－21:30 節目 |
| -------------------------------------- | ------------------------------------------------------------------------------------ | -------------------------------------- |
|                                        | 宇宙浪子 第1季 （2015年2月25日－3月9日） ↓ 宇宙浪子 第2季 （2015年3月10日－3月22日） |                                        |
| 惡魔的謎語                             | 超次元戰記 戰機少女                                                                  |                                        |
| Animax HD 星期一至日 21:30－22:00 節目 |                                                                                      |                                        |
| 惡魔的謎語 重播                        | 宇宙浪子 第1季+第2季重播 （2016年2月12日－3月8日）                                   | 我的朋友很少                           |